# Hwang In-ho
Hwang In-ho (* 1972) ist ein südkoreanischer Drehbuchautor und Regisseur.

## Leben
Hwang debütierte mit dem Drehbuch zu To Catch a Virgin Ghost aus dem Jahr 2004. Der Film vereint Elemente eines Horrorfilms mit der einer schwarzen Komödie. Hwang ist bekannt dafür, in seinen Filmen diverse Filmgenres zu vermischen. In einem Interview sagte er, er möchte sich nicht selbst einschränken und seine Filme und Charaktere frei von Genrekonventionen entwickeln. 2011 feierte er mit Spellbound sein Regiedebüt, mit Son Ye-jin und Lee Min-ki in der Hauptrolle. Auch dieser Film vermischt diverse Filmgenres. Für seinen darauffolgenden Film, Monster (2014), arbeitete Hwang erneut mit Lee Min-ki zusammen. In diesem Thriller möchte sich ein junges Mädchen an einem Serienmörder rächen, der auch ihre Schwester tötete.

## Filmografie
- 2004: To Catch a Virgin Ghost (시실리2km, Drehbuch)
- 2006: The Legend of Seven Cutter (카리스마 탈출기, Story Editor)
- 2006: Love Phobia (도마뱀 Domabaem, Drehbuch, Story Editor)
- 2007: Two Faces of My Girlfriend (두 얼굴의 여친 Du Eolgul-ui Yeochin, Drehbuch)
- 2011: Spellbound (오싹한 연애 Ossakan Yeonae, Regie, Drehbuch)
- 2011: Prisoners of War (마이 웨이 My Way, Story Editor)
- 2014: Monster (몬스터, Regie, Drehbuch)
- 2022: Decibel (데시벨, Regie, Drehbuch)